# لين دين
لين دين (بالإنجليزية: Lynn Dean)‏ هو شخصية أعمال وسياسي أمريكي، ولد في 22 ديسمبر 1923. حزبياً، نشط في الحزب الجمهوري. وقد انتخب عضو مجلس ولاية لويزيانا.